# Wilhelm Breekvelt

Zeichnung

Wilhelm Breekvelt, auch Breeckvelt, Breckvelt, Breckervelt (* 1658 in Düsseldorf; † 1687 ebenda), war ein deutscher Maler und Zeichner.
1684 heiratete er in Düsseldorf die Malerin Adriana Spilberg, mit der er drei Söhne hatte. Er starb jedoch bereits mit 29 Jahren. Als Künstler ist von ihm einzig eine signierte Zeichnung in der Graphischen Sammlung der Universität Leiden bekannt.